# From Union Pool
From Union Pool ist ein Musikalbum von Susan Alcorn, Patrick Holmes und Ryan Sawyer. Die am 20. März 2022 live im Veranstaltungsort Union Pool in Brooklyn entstandenen Aufnahmen erschienen am 27. Januar 2023 auf Relative Pitch Records.

## Hintergrund
Die Ende Januar 2025 verstorbene Pedal-Steel-Gitarristin Susan Alcorn hatte in den 2010er-Jahren einen Vertrag mit dem Label Relative Pitch Records geschlossen, das insgesamt fünf Alben veröffentlichte, auf denen Alcorn in unterschiedlichen Besetzungen prominent vertreten ist, beginnend mit dem Soloalbum Soledad, gefolgt von Bird Meets Wire, eingespielt mit Leila Bordreuil und Ingrid Laubrock. 2022 entstand Canto, aufgenommen vom Susan Alcorn Septeto del Sur mit chilenischen Musikern. 2024 erschien noch Filament, das Alcorn mit Catherine Sikora eingespielt hatte. From Union Pool spielte die Pedal-Steel-Gitarrristin in einem Improvisations-Trio mit dem Klarinettisten Patrick Holmes und dem Schlagzeuger Ryan Sawyer.

## Titelliste
- Susan Alcorn, Patrick Holmes and Ryan Sawyer: From Union Pool (Relative Pitch Records RPR1160)[2]

1. Benn 9:44
2. Ñaar 14:07
3. Ñett 16:51

Die Kompositionen stammen von Susan Alcorn, Patrick Holmes und Ryan Sawyer.

## Rezeption
Die unnachahmliche Pedal-Steel-Gitarristin Susan Alcorn kenne scheinbar keine Grenzen, wenn es um die Bandbreite an Texturen, Tönen und Klangfarben geht, die sie ihrem Instrument entlocken kann, schrieb Troy Dostert in All About Jazz. Sie sei auch eine perfekte Improvisationspartnerin, egal ob im freien oder komponierten Kontext. Das Improvisations-Trio mit Patrick Holmes und Ryan Sawyer biete einen weiteren Einblick in Alcorns unvergleichliche Kunstfertigkeit. Wie Alcorn habe Sawyer chamäleonhafte Tendenzen, da er auch mit Nate Wooley, Charles Gayle und Tony Malaby zusammengearbeitet hat, ganz zu schweigen von Alcorn selbst. Holmes, ein Neuzugang in der Szene, zeige sich als einfühlsamer Musiker, der auch in der Lage sei, mit feuriger Leidenschaft zu spielen, und passe gut zu Alcorn und Sawyer, da jedes Mitglied des Trios die anderen zu größerer Ausdruckskraft drängt.